# Stäket, Lund
Stäket, eller Fru Görvels gård, är ett hus vid Stora Södergatan i centrala Lund
Stäket uppfördes på 1570-talet och var i äldre tid känt som "Fru Görvels gård" efter Görvel Fadersdotter (Sparre), vilken såsom rik änka ägde det under 1500-talets slut. Stäket utgjorde den norra längan av gården. Även delar av den södra längan, idag känd som Fru Görvels hus, eller Borgska huset, har bevarats och är byggnadsminnesmärkt. Det nuvarande namnet kommer av någon av medlemmarna av släkten Stäck (enligt vissa källor handlaren Joseph Stäck, enligt andra dennes son konstnären Joseph Magnus Stäck) som ägde huset under 1800-talet, då det också delvis fungerade som så kallad studentkasern.
I sin nuvarande utformning är Stäket ett resultat av en renovering 1957 och rymmer sedan dess en restaurang, som även den heter Stäket.

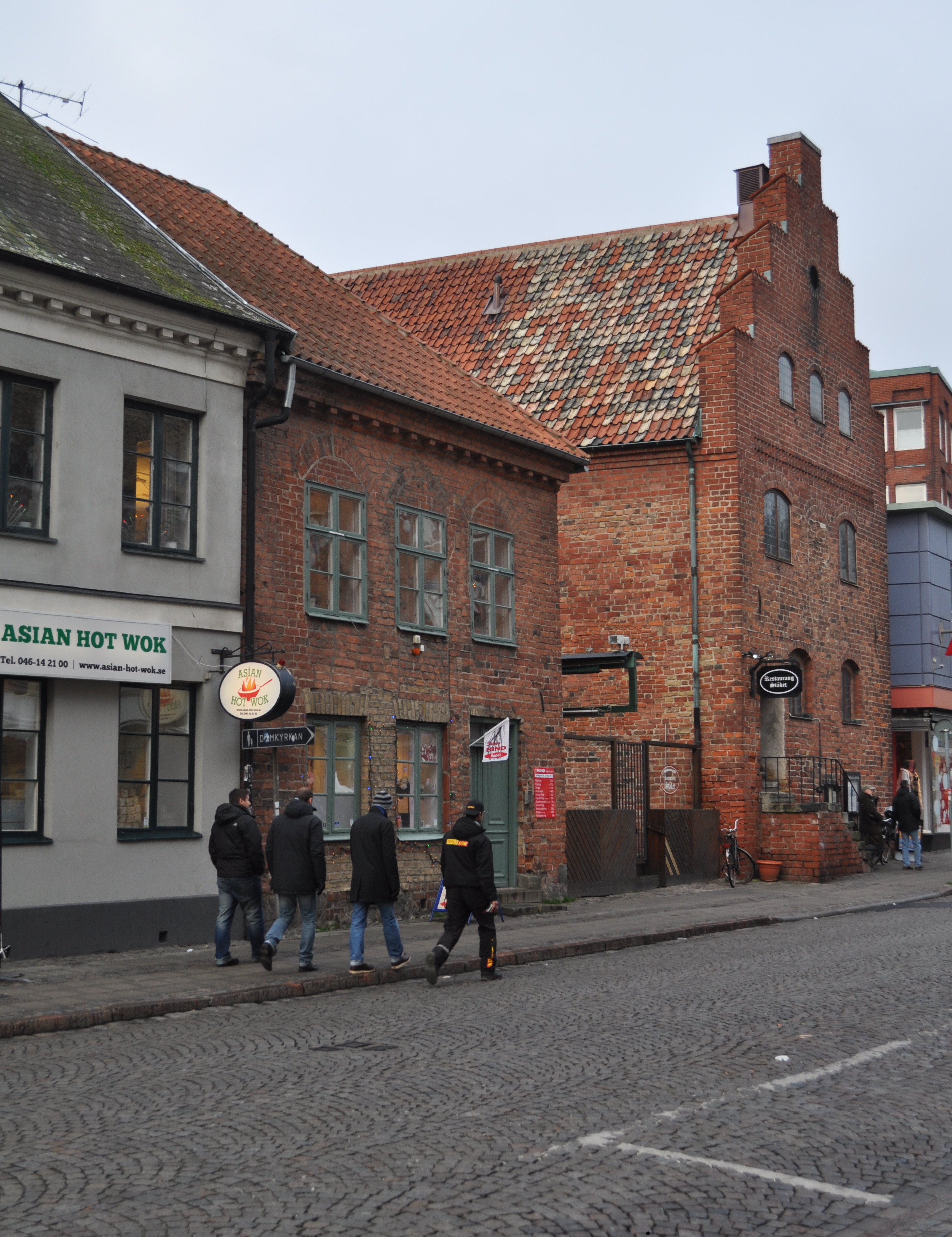
Fru Görvels hus med Stäket i bakgrunden.